# Квантунска армия
Квантунска армия (на японски: 関東軍, Канто:гун) е нарицателно за група армии, част от Японската императорска армия, създадена през първата половина на ХХ век.
Квантунската армия се превръща в най-голямата и престижна армейска част, която до голяма степен е отговорна за създаването на японската марионетна държава Манджоу-го. От нейните редици са излъчени двама началници на генералния щаб – Сейширо Итагаки и Хидеки Тоджо, които също заемат и висши правителствени постове. През август 1945 г., Квантунската армия (наброяваща 713 000 души от първоначалните 1 320 000) претърпява поражение по време на съветското нахлуване в Манджурия и се предава на Червената армия.

## История

### Създаване
След победата в Руско-японската война Япония получава под наем Квантунската територия, както и прилежащите към Южноманджурската железопътна линия зони. „Квантун“ означава „източно от подстъпа Шанхайгуан“ (най-източният подстъп на Великата китайска стена, след който се намира Манджурия). През 1906 г. японците създават т.нар. „Квантунски гарнизон“ (100 000 души), за да защитават новопридобитите територии. Той се състои от една пехотна дивизия, тежък артилерийски батальон, подкрепен от шест независими гарнизонни батальона, разположени по протежение на Южноманджурската железопътна зона. Щабът на гарнизона е в Порт Артур, известен като „Рьоджун“ на японски (днес носи името Люйшун, район на Далян). През 20-те и 30-те години на 20 век Квантунската армия е силен поддръжник на радикалната „Фракция на императорския път“, чиято цел е радикална политическа промяна на Япония, свалянето на правителството със сила, водеща роля на император Хирохито, както и организирането на обществото и икономиката по тоталитарен фашистки модел. Фракцията също се обявява за по-агресивна и експанзионистична политика на азиатския континент. Членове на квантунската армия участват в редица опити за преврати срещу правителството, най-известният от които е т.нар. „Инцидент от 26 февруари 1936 г.“

### Независими действия
Въпреки че квантунската армия се води подчинена на Имперското главно командване и висшето командване на Генералния щаб на армията, нейните началници често действат в разрез със заповедите идващи от Япония, без това до доведе до някакви негативни последствия за тях. Пример за това е убийството на манджурския военен диктатор Чжан Цуолин, известно като „Инцидента Хуангутун“ от 1928 г., извършено от младши офицери. Висшето командване на армията организира Мукденския инцидент и последвалото завземане на Манджурия през 1931 г., което е сериозно неподчинение спрямо заповедите на военното и цивилно командване в Токио. Изправено пред свършен факт, Имперското главно командване няма друг избор освен да подпомогне квантунската армия с подкрепления в последвалите антипартизански действия в Манджоу-го. След прекратяването на военната кампания, Квантунската армия се оказва поощрена вместо наказана за действията си. След създаването на Манджоу-го през 1932 г., квантунската армия контролира администрацията и отбраната на марионетната държава, а началникът на армията влиза в ролята на генерал-губернатор, който разполага с властта да одобрява или анулира всяка заповед от страна на императора на Манджоу-го, Пу И.

### Втора световна война
След усилията за омиротворяване на Манджоу-го, квантунската армия се опитва да създаде японска буферна зона в северната част на Китай и участва в редица гранични стълкновения с китайските войски. Армията взема участие в Операция Некка, началния етап на Втората китайско-японската война както и в други операции във Вътрешна Монголия и Северен Китай. След инцидента на моста Марко Поло през юли 1937 г., квантунската армия участва в битката за Пекин-Тиендзин и Операция Чахар, както и в други сражения в хода на войната.
След битката при езерото Хасан (1938 г.) и Халхин Гол (1939 г.) срещу Съветския съюз и Монголската народна република, квантуснката армия дава сериозни жертви и е с разклатена репутация. Последвалата чистка премахва непокорните елементи, както и привържениците на т.нар. „Северна доктрина“ (北進論, Хокушинрон), които настояват Япония да насочи експанзията си към Сибир вместо към Китай и Югоизточна Азия, – „Южна доктрина“, (南進論, Наншинрон).
Съставът на армията е увеличен и през 1941 г. наброява 700 000 души. Щабът и бива преместен в Чанчун. В нейна подкрепа е създадена и Имперската армия на Манджоу-го. По това време принц Цунейоши Такеда е офицер за свръзка между квантунската армия и командването в Токио. Въпреки честите случаи на неподчинение около 1930 г., през следващото десетилетие армията е далеч по-лоялна. С развитието на войната в централната и южна част на Китай и началото на Тихоокеанската война, Манджоу-го остава в периферията на военните действия.
След влошаването на ситуацията на фронта, става невъзможно поддържането на голяма, добре обучена и снабдена армия в Манджурия. Постепенно започва трансфер на най-добрите части и оборудване на юг, където се водят сражения със САЩ на островите в Тихия океан и Филипините или в Южен Китай за Операция „Ичиго“.

### Капитулация на армията
През 1945 г., квантунската армия разполага само със 713 000 души, разделени в 31 пехотни дивизии, 9 пехотни бригади, 2 танкови бригади и една бригада със специално предназначение. Оборудването и се състои от 1155 леки танка, 5360 оръдия и 1 800 самолета. Качеството на тези сили е ниско заради пренасочването на най-добрите войски и оборудване на други места и замяната им с резервисти, непрофесионални войници и неопитни наборници. Повечето от тях са снабдени с остарели оръжия. Повечето тежко оборудване (танкове, артилерия и самолети) са произведени около 1930 г. и малко хора са способни да боравят с тях. Все пак армията разполага с бактериологични оръжия, които да използва срещу съветските войски (виж. Отряд 731).
Последният командващ на квантунската армия, генерал Отозо Ямада, заповядва на войските си да се предадат на 16 август 1945 г., ден след като император Хирохито обявява капитулацията на Япония в своето радио обръщение. Някои дивизии отказват да се предадат и сраженията продължават през следващите няколко дни. Фелдмаршал Шунроку Хата получава ултиматум да се предаде от генерал Георгий Шелаков на 18 август 1945 г. в Харбин. На следващия ден Хата се среща с маршал Александър Василевски и моли да бъде лишен от чина си на фелдмаршал заради пораженията на войската.
500 000 оцелели от квантунската армия са изпратени в съветски трудови лагери в Сибир, Руския Далечен изток и Монголия. Повечето от тях са изпратени поетапно обратно в Япония през следващите пет години, но има и такива които биват задържани до 50-те години.

### Престъпления и съд
След капитулацията на Япония, съветската армия открива секретни съоръжения за експерименти и производство на химически и биологически оръжия за масово поразяване, част от Отряд 731. Квантунската армия взема участие в някои от най-жестоките японски военни престъпления, включително няколко програми за човешки експерименти с китайски, американски и руски военнопленници и цивилни под ръководството на доктор Широ Ишии. След като е арестуван от американските окупационни власти, Ишии и други 20 000 служители на Отряд 731 получават имунитет от Международния военен трибунал в Далечния Изток в замяна на информация от техните експерименти. Сред осъдените на смърт от квантунската армия висши военни са Сейширо Итагаки, Иване Мацуи, Кенджи Доихара, Хидеки Тоджо и Акира Муто.